# Лира, Эрик
Эрик Антонио Лира Мендес (исп. Érik Antonio Lira Méndez; род. 8 мая 2000, Мехико) — мексиканский футболист, полузащитник клуба «Крус Асуль» и сборной Мексики.

## Клубная карьера
Лира — воспитанник клубов «УНАМ Пумас» и «Некакса». 2 августа 2018 года в поединке Кубка Мексики против «Тампико Мадеро» Эрик дебютировал за основной состав последних.
Летом 2020 года Лира вернулся в «УНАМ Пумас». 4 августа в матче против «Атласа» он дебютировал в мексиканской Примере.
3 января 2022 года Лира перешёл в «Крус Асуль», подписав четырёхлетний контракт. Сумма трансфера составила 4 млн евро.

## Международная карьера
28 октября 2021 года в товарищеском матче против сборной Эквадора Лира дебютировал за сборную Мексики.